# Lamia Berrada-Berca
Pour les articles homonymes, voir Berrada.
Lamia Berrada-Berca, née en 1970 à Casablanca, est une écrivaine et journaliste franco[Depuis quand ?]-marocaine. 

## Biographie
Après des études littéraires à La Sorbonne, elle est devenue professeur de lettres modernes à Paris. Elle est l’auteure de sept romans publiés depuis 2010,,,.